# Візова політика Грузії
Відвідувачі в Грузії повинні отримати візу в одній з грузинських дипломатичних місій , якщо вони вихідці від однієї з країн з візовим режимом. Всі відвідувачі повинні мати паспорт (або посвідчення особи, якщо це громадяни Грузії, ЄС або громадянин Туреччини) який дійсний на період запланованого перебування.
На даний момент громадяни з 95 держав мають право в'їжджати до Грузії і залишатися в країні протягом 1 року без візи.

## Мапа візової політики

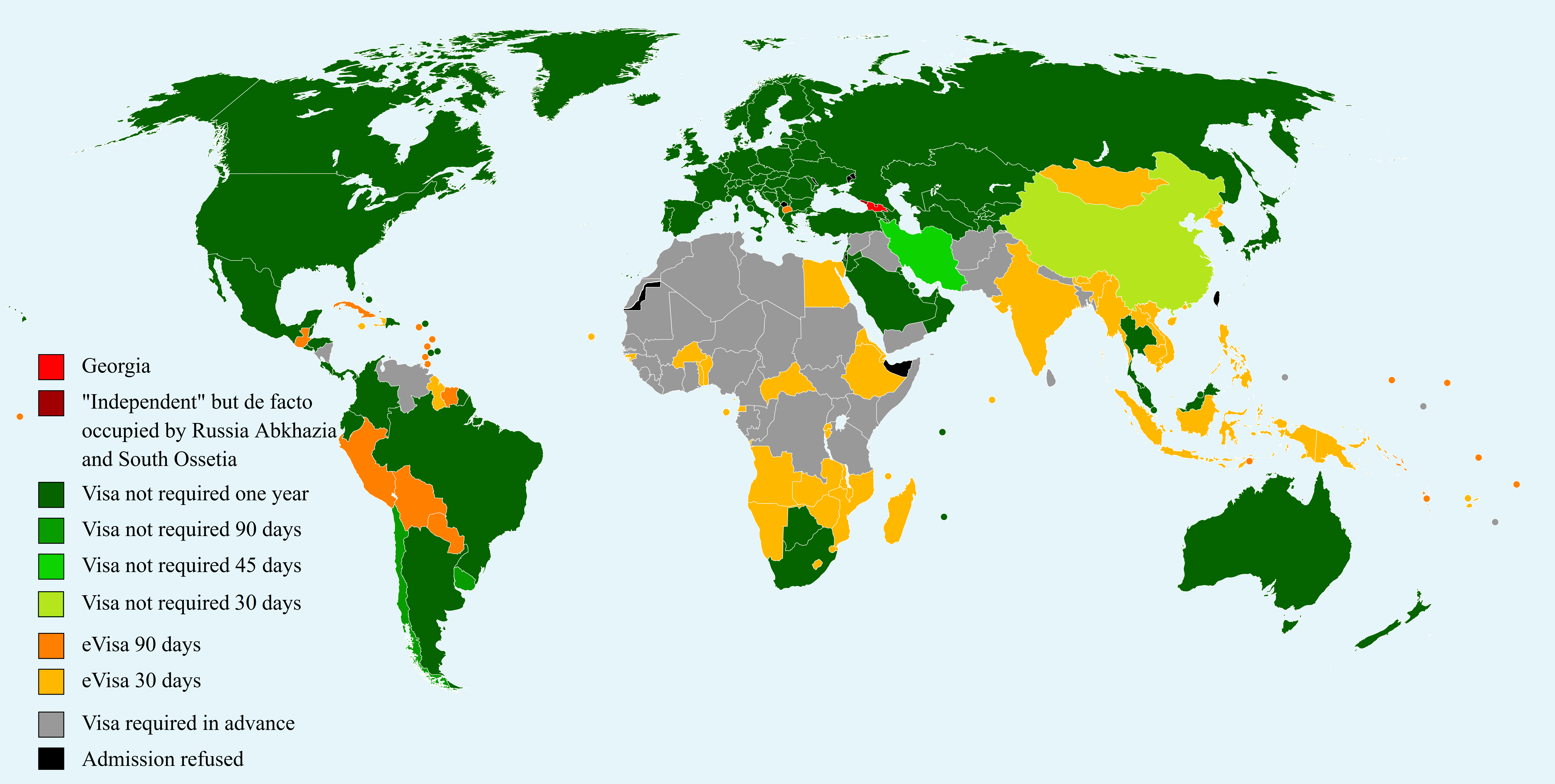
Візова політика Грузії

## Візова політика
У Грузії прийнятий новий закон Про правовий статус іноземця та осіб без громадянства, набув чинності 1 вересня 2014 року. Це було змінено на 9 червня 2015 року, коли максимально допустиме перебування був продовжений ще на один рік.  список країн, громадяни яких мають право безвізового в'їзду до Грузії не передбачений в новому законі, він визначається в окремій постанові Уряду Грузії. безвізовий список був затверджений  9 червня 2015 року. Країнах, які були видалені у вересні 2014 року, Болівія, Куба, Домініканська Республіка, Гватемала, Ірак, Парагвай, Перу, Сент-Кітс і Невіс, Сент-Люсія, Суринам та Тринідад і Тобаго, не була внесені до списку.
Громадяни наступних країн і територій можуть відвідувати Грузію без візи на рік (якщо не зазначено інше):
| - Європейський Союз 1 - Албанія - Андорра - Антигуа і Барбуда - Аргентина - Австралія - Азербайджан - Багами - Бахрейн - Барбадос - Білорусь - Беліз - Боснія і Герцоговина - Ботсвана - Бразилія - Бруней - Ватикан - Вірменія - Гондурас - Канада - Колумбія - Коста-Рика - Домініканська Республіка | - Еквадор - Ізраїль - Іран (45 днів) - Ісландія - Йорданія - Казахстан - Катар - Киргизстан - Кувейт - Ліван - Ліхтенштейн - Малайзія - Мавританія - Мексика - Молдова - Монако - Нова Зеландія - Норвегія - Оман - ОАЕ - Панама - ПАР - Південна Корея | - Росія - Сальвадор - Сан-Марино - Саудівська Аравія - Сент-Вінсент і Гренадини - Сербія - Сейшельські острови - Сингапур - США - Таджикистан - Таїланд - Туреччина 1 - Туркменістан - Узбекистан - Україна1 - Британські заморські території2 - Уругвай (90 днів) - Чилі (90 днів) - Чорногорія - Швейцарія - Японія |

1 — можуть в'їхати за допомогою ID-карти.
2 — відноситься до власників паспортів, виданих Бермудські острови, Британські Віргінські острови, Кайманові острови, Фолклендські острови, Гібралтар, Теркс і Кайкос.
Віза звільнення застосовується також у відношенні:
- Грузинська діаспора члени, якої є громадянами країн, яким в іншому випадку потрібна віза – якщо строк перебування не перевищує 30 днів
- Пропуску Організації Об'єднаних Націй, на один рік
- Особам зі статусом біженця в Грузії
- Власники дипломатичних або офіційних/службових паспортів Китаю, Єгипту, Гаяна, Індонезія, Іран та Перу.

Онлайн віза
В лютому 2015 року Грузія запустила електронний візовий портал, що дозволяє громадянам країн, яким потрібно отримати візи, зробити це онлайн без візиту в грузинське дипломатичне представництво або консульство.
Власники віз або дозволів на проживання в ЄС/ЄАВТ/ССЗ країн, заморські території країн ЄС (за винятком Ангілья, Монтсеррат, Піткерн, острова Святої Єлени, Вознесіння і Тристан-да-Кунья), Австралія, Канада, Ізраїль, Японія, Нова Зеландія, Південна Корея або США, не потрібна віза протягом максимум 90 днів з 180-денного періоду. Віза/дозвіл на проживання повинен бути дійсний на момент прибуття в Грузію. однак, було кілька випадків, коли власники постійного місця проживання в країнах Перської затоки було відмовлено в доступі без пояснення причин.
Паспорти Тайваню не визнаються як чинні проїзні документи. Громадянам   не видаються візи або дозвіл на в'їзд або транзит. 

## В'їзд в Абхазію і Південну Осетію
В'їзд на територію Абхазії і Південної Осетії через прикордонні пропускні пункти інші, ніж знаходиться в Грузії, Зугдідський муніципалітет і муніципалітет Горі - це діяння, які караються згідно із законодавством Грузії. Проте,потрапити в Південну Осетію з території Грузії в даний час неможливо.

## Статистика відвідувань
Більшість туристів, що прибувають до Грузії були з наступних країн:
| Country     | 2016      | 2015      | 2014      |
| ----------- | --------- | --------- | --------- |
| Азербайджан | 1,523,075 | 1,393,257 | 1,283,214 |
| Вірменія    | 1,496,246 | 1,468,888 | 1,325,635 |
| Туреччина   | 1,254,089 | 1,391,721 | 1,442,695 |
| Росія       | 1,037,564 | 926,144   | 811,621   |
| Україна     | 172,631   | 141,734   | 143,521   |
| Іран        | 147,915   | 25,273    | 47,929    |
| Ізраїль     | 92,213    | 59,487    | 42,385    |
| Казахстан   | 48,809    | 36,777    | 28,394    |
| Польща      | 44,388    | 41,425    | 46,314    |
| Німеччина   | 40,889    | 36,826    | 33,446    |
| Total       | 6,350,825 | 5,901,094 | 5,515,559 |

## Зовнішні посилання
- Візова Інформація для іноземних громадян [Архівовано 4 серпня 2017 у Wayback Machine.]
- Відвідати Грузію Планування Калькулятор [Архівовано 4 березня 2016 у Wayback Machine.]
- Громадян і осіб без громадянства, які постійно проживають в країнах, які можуть в'їжджати до Грузії без візи для короткострокового візиту (не більше 90 днів у будь-180-денний період) [Архівовано 29 квітня 2016 у Wayback Machine.]
- Офіційний сайт E-visa Грузії [Архівовано 13 березня 2020 у Wayback Machine.]